# Зотов, Борис Иванович
Бори́с Ива́нович Зо́тов (род. 3 июня 1941, Погрузная, Куйбышевская область) — председатель Законодательного собрания Ульяновской области (2001—2013), депутат ЗСО третьего созыва от Чердаклинского избирательного округа № 6.

## Биография
Родился 3 июня 1941 года на станции Погрузная Кошкинского района Куйбышевской области.
С 1960 года, окончив с отличием Усольский сельскохозяйственный техникум по специальности техник-механик, работал шофёром в Кошкинском райпотребсоюзе. В 1961—1964 годы служил в Советской армии (ГСВГ).
В 1969 году с отличием окончил факультет механизации сельского хозяйства Ульяновского сельскохозяйственного института по специальности механизация сельского хозяйства.
С 1969 года по 2001 год последовательно прошёл ступени: ассистента, аспиранта (по совместительству старшего научного сотрудника), старшего преподавателя, доцента, заведующего кафедрой, декана факультета механизации сельского хозяйства, проректора по учебной работе. В 1995 году был избран ректором Ульяновской государственной сельскохозяйственной академии.

### Семья
Женат, двое сыновей.

## Политическая деятельность
В период обучения в Ульяновском сельскохозяйственном институте был секретарём комитета ВЛКСМ института, членом Ленинского райкома ВЛКСМ (Ульяновск) и членом бюро Ульяновского обкома ВЛКСМ. В 1968 году в составе делегации СССР участвовал в IX Всемирном фестивале молодёжи и студентов (София).
Депутат Законодательного собрания Ульяновской области (2000 - 2013 гг.). Председатель Законодательного собрания Ульяновской области (2001 - 2013 гг.)

## Научная деятельность
Кандидат технических наук. Профессор по кафедре охраны труда и энергетики (18.2.1993).
Академик Международной академии аграрного образования (Москва).
Имеет научные публикации, изданные книги, принял участие в создании изобретений как соавтор, на которые ему были выданы авторские свидетельства СССР.

## Награды
- орден Почёта (2009)[2],
- медаль «За доблестный труд. В ознаменовании 100-летия со дня рождения В. И. Ленина»,
- медаль «За трудовую доблесть» (1981)[3].
- Знак Государственной Думы ФС РФ " За заслуги в развитии парламентаризма".(2013).
- медаль "Совет Федерации .25 лет". (2019).
- Почётный знак Совета Федерации ФС РФ" За заслуги в развитии парламентаризма".(2010),
- Знак отличия " Почётный гражданин Ульяновской области". (2000).
- Знак отличия " За заслуги перед Ульяновской области". (2013).